# Agregació LTE-WLAN
L'agregació LTE-WLAN (LWA) és una tecnologia definida pel 3GPP. En LWA, un telèfon mòbil que admeti tant LTE com Wi-Fi pot ser configurat per la xarxa per utilitzar ambdós enllaços simultàniament. Proporciona un mètode alternatiu d'ús de LTE en l'espectre sense llicència, que a diferència de LAA/LTE-U es pot implementar sense canvis de maquinari a l'equip d'infraestructura de xarxa i als dispositius mòbils, alhora que proporciona un rendiment similar al de LAA. A diferència d'altres mètodes d'ús simultàniament d'LTE i WLAN (per exemple, Multipath TCP), LWA permet utilitzar tots dos enllaços per a un únic flux de trànsit i generalment és més eficient, a causa de la coordinació a les capes inferiors de la pila de protocols.
Per a un usuari, LWA ofereix un ús sense fissures de xarxes LTE i Wi-Fi i un rendiment substancialment augmentat. Per a un operador de telefonia mòbil, LWA simplifica el desplegament de Wi-Fi, millora la utilització del sistema i redueix els costos d'operació i gestió de la xarxa. L'LWA es pot desplegar de manera col·locada, on l'eNB i el punt d'accés o AC Wi-Fi s'integren en el mateix dispositiu físic, o de manera no col·locada, on l'eNB i el punt d'accés o AC Wi-Fi es connecten a través d'una interfície estandarditzada anomenada Xw. Aquesta última opció de desplegament és particularment adequada per al cas que el Wi-Fi necessiti cobrir grans àrees i/o els serveis Wi-Fi siguin proporcionats per un tercer (per exemple, un campus universitari), en lloc d'un operador cel·lular.
LWA ha estat estandarditzat pel 3GPP a la versió 13. La versió 14 Enhanced LWA (eLWA) afegeix compatibilitat amb banda de 60 GHz (802.11ad i 802.11ay, també coneguda com a WiGig) amb amplada de banda de 2,16 GHz, agregació d'enllaços ascendents, millores de mobilitat i altres millores.

## Rerefons
Les xarxes cel·lulars s'han dissenyat per a l'espectre amb llicència. Tanmateix, a mesura que els patrons d'ús van canviar de centrats en la veu a centrats en les dades i l'ús de dades va augmentar, els operadors van començar a buscar oportunitats d'espectre sense llicència. L'ús de WLAN no només permet als operadors augmentar la velocitat màxima de dades i la capacitat del sistema, sinó que també ofereix serveis per a dispositius no mòbils, com ara ordinadors portàtils.
Per satisfer la demanda dels operadors, el 3GPP ha definit diversos mètodes per integrar l'accés WLAN als desplegaments de xarxa dels operadors.
Segons com s'integra l'accés WLAN a la xarxa de l'operador, hi ha dues categories: 1) Integració de la xarxa central, en què l'accés WLAN es connecta a la xarxa central de l'operador mitjançant interfícies S2a o S2b) disponibles a les xarxes 3GPP des de la versió 8 i 2) Integració basada en RAN en què l'accés WLAN es connecta directament als nodes d'accés RAN (per exemple, LWA o LWIP) disponibles des de la versió 13. Tots els mètodes d'integració anteriors assumeixen un cert nivell de continuïtat del servei, així com que els dispositius terminals sempre estan sota una cobertura cel·lular d'espectre amb llicència. Quan no s'assumeix la continuïtat del servei, l'accés WLAN es diu que està integrat a través del que s'anomena descàrrega WLAN no transparent (NSWO).
Un dispositiu terminal pot accedir a accés cel·lular o WLAN, o a tots dos. Aquest procediment pot ser iniciat des de la xarxa o des del terminal. Quan s'inicia des de la xarxa, pot basar-se en la senyalització de la xarxa central (per exemple, NAS en el cas de la mobilitat de flux IP basada en xarxa) o en regles basades en RAN. Els procediments iniciats pels terminals es basen en polítiques d'operador proporcionades als terminals (per exemple, a través d'ANDSF), polítiques/preferències basades en l'usuari, etc. Aquestes polítiques poden tenir en compte diverses condicions (per exemple, hora, ubicació, càrrega de xarxa, càrrega d'accés, condicions de ràdio, etc.) a l'hora de determinar tant la selecció d'accés com el canvi de trànsit d'un accés a un altre.
En LTE - Agregació WLAN (per exemple, LWA o LWIP), l'accés WLAN es connecta directament als nodes d'accés RAN i la selecció d'accés i la direcció/divisió del trànsit es fan completament sota el control del node de la xarxa d'accés per ràdio (per exemple, eNB).

## LWA en profunditat
Des de la perspectiva de la xarxa, hi ha dues opcions que ofereixen flexibilitat a l'hora de desplegar LWA: col·locada i no col·locada. En el primer, el punt d'accés WLAN (AP) o controlador d'accés (AC) està integrat físicament amb l'eNB LTE, mentre que en el segon la xarxa WLAN (és a dir, els AP i/o AC) estan connectats a l'eNB LTE a través d'una interfície de xarxa externa (Xw).
El disseny LWA segueix principalment l'arquitectura LTE Dual Connectivity (DC) [3] tal com es defineix a 3GPP Release 12, que permet a un UE connectar-se a diverses estacions base simultàniament, utilitzant WLAN en lloc de LTE Secondary eNB (SeNB).
En el pla d'usuari, LTE i WLAN s'agreguen al nivell del protocol de convergència de dades per paquets (PDCP). En l'enllaç descendent, l'eNB pot programar que les PDU PDCP del mateix portador es lliurin a l'UE, ja sigui via LTE o WLAN. Això és possible perquè la capa PDCP pot reordenar els paquets rebuts tant d'enllaços LTE com WLAN, cosa que al seu torn es tradueix en guanys de rendiment substancials. Per tal de dur a terme una programació eficient i assignar paquets a enllaços LTE i WLAN de la manera més eficient, l'eNB pot rebre informació de ràdio sobre ambdós enllaços, inclosa la indicació de control de flux. Per evitar canvis a la MAC de la WLAN, LWA utilitza un EtherType assignat per a aquest propòsit, de manera que el trànsit LWA sigui transparent al punt d'accés WLAN.
En el pla de control, el node B evolucionat (eNB) és responsable de l'activació i desactivació de l'LWA i de la decisió sobre quins portadors es descarreguen a la WLAN. Ho fa utilitzant la informació de mesurament de WLAN proporcionada pel UE. Un cop activat l'LWA, l'eNB configura l'UE amb una llista d'identificadors WLAN (anomenats conjunt de mobilitat WLAN) dins dels quals l'UE es pot moure sense notificar-ho a la xarxa. Això és un compromís entre la mobilitat totalment controlada per la xarxa i la mobilitat totalment controlada per la UE.
Tot i que l'ús de WLAN a LWA està controlat per la xarxa cel·lular, l'UE té l'opció de "desactivar-se" per utilitzar la WLAN domèstica (en cas que l'UE no admeti el funcionament simultani de WLAN). Generalment, el disseny intenta equilibrar entre la tecnologia LTE, que tradicionalment es controla per xarxa, i la tecnologia WLAN, que normalment permet molta llibertat per al terminal (per exemple, pel que fa a la selecció de xarxa i la direcció del trànsit). Amb el disseny LWA, la decisió d'alt nivell (per exemple, l'activació de LWA) la duu a terme la xarxa, però hi ha un nivell suficient de llibertat i flexibilitat de l'UE (dins dels límits establerts per la xarxa).
La primera versió de LWA definida a la versió 14 només admetia l'agregació d'enllaços descendents. Això s'ha millorat encara més a la versió 15 amb agregació d'enllaços ascendents i compatibilitat amb 60 Banda de GHz (també coneguda com a WiGig).

## Rendiment de LWA
Algunes contribucions utilitzen simulacions de desplegaments de cel·les petites que admeten cobertura tant cel·lular com WLAN mitjançant LWA. Demostra que l'ús de LWA dividit en portador millora el rendiment mitjà i el rendiment percebut per l'usuari de la vora de la cel·la en tots els usuaris de cel·les petites del sistema en comparació amb els esquemes d'interfuncionament de ràdio Rel-12/Rel-13. En aquests esquemes, la WLAN es connecta a través de la xarxa central de l'operador en comptes d'estar ancorada a l'accés de ràdio, i el trànsit es pot canviar d'un accés a un altre en funció de les condicions de ràdio de l'accés, inclosa la càrrega de l'accés. No és clar, però, quanta millora pot aportar LWA en comparació amb altres solucions d'agregació LTE-WLAN basades en RAN (per exemple, LWIP).

## Implementacions
El 19 d'agost de 2016, M1 de Singapur va anunciar el primer desplegament comercial de HetNet (Xarxa Heterogènia) a Singapur, incloent-hi LWA. Gràcies a la tecnologia d'agregació LTE-WiFi (LWA) d'avantguarda, M1 espera oferir velocitats màximes de descàrrega de més d'1 Gbit/s per al 2017.
Chunghwa Telecom (CHT) obrirà una xarxa comercial LTE/Wi-Fi Aggregation (LWA) el 23 de febrer, convertint-se en el primer operador de telecomunicacions del món a llançar LWA, segons CHT. Els estàndards tecnològics LWA van ser aprovats pel 3GPP el juny de 2016.